# Прозоров, Александр Александрович
Алекса́ндр Алекса́ндрович Про́зоров (1933, Москва — 13 декабря 2022, там же) — советский и российский генетик, доктор биологических наук, профессор. Главный научный сотрудник лаборатории генетики микроорганизмов Института общей генетики им. Н. И. Вавилова РАН. Руководитель научного семинара Института общей генетики.

## Биография
В 1957 году окончил лечебный факультет 1-го Московского медицинского института и поступил в аспирантуру на кафедру микробиологии этого же института. В 1961—1968 годах работал в Институте атомной энергии им. И. В. Курчатова (радиобиологический отдел) в лаборатории чл.-корр. РАН Р. Б. Хесина, в 1968—1974 годах — заведующий лабораторией биохимической генетики в Институте генетики и селекции промышленных микроорганизмов, в 1974—2006 годах — заведующий лабораторией генетики микроорганизмов Института общей генетики РАН, с 2006 — главный научный сотрудник той же лаборатории.
Скончался 13 декабря 2022 года.

## Научная деятельность
А. А. Прозоров — автор трёх монографий; автор и соавтор более чем 200 статей.
На кафедре микробиологии 1-го Московского медицинского института работал с возбудителем туберкулеза и другими микобактериями под руководством профессора М. М. Дыхно. В дальнейшем главным объектом работы были различные бациллы (главным образом Bacillus subtilis), а также плазмиды и фаги этих бацилл.
Работая в лаборатории Р. Б. Хесина, экспериментально подтвердил существование связи между темпами спонтанного мутагенеза и процессом рекомбинации у бактерий.
В лаборатории генетики микроорганизмов Института общей генетики РАН под руководством А. А. Прозорова впервые было показано существование конъюгативного переноса плазмид и хромосомных генов у основного лабораторного штамма бацилл — Bacillus subtilis 168.
Руководимая А. А. Прозоровым лаборатория генетики микроорганизмов была (наряду с лабораторией проф. С. Е. Бреслера в Ленинградском институте ядерной физики) основным центром в СССР по исследованию генетической трансформации у микроорганизмов.
Под руководством А. А. Прозорова выполнены и защищены 25 кандидатских и 2 докторские диссертации. Его ученики работают в различных научных учреждениях России и за рубежом.
А. А. Прозоров около 30 лет руководит научным семинаром Института общей генетики РАН.

### Основные работы
- Общая генетика / Н. И. Шапиро, Д. М. Гольдфарб, А. А. Прозоров; ред. Н. И. Шапиро; сост. Ф. Б. Шапиро. — М.: Наука, 1965. − 300 с.
- Генетическая трансформация у микроорганизмов. / Отв.ред. С. И. Алиханян — М.: Наука, 1966. — 127 с.
- Генетическая трансформация и трансфекция. — М.: Наука, 1980. — 248 с.
- Трансформация у бактерий / Отв. ред. Б. Н. Ильяшенко; [АН СССР, Ин-т общ. генетики им. Н. И. Вавилова]. — М. : Наука, 1988. — 255 с.

## Общественная деятельность
В 2002 году вместе с литературоведом В. Ю. Троицким и юристом М. Н. Кузнецовым выступил с критикой публикаций И. С. Кона.